# Атанас Семов
Атанас Марков Семов е български учен юрист, член-кореспондент на БАН (2021), университетски преподавател и конституционен съдия. Кандидат-президент за президентските избори през 2011 година.

## Биография
Роден е на 23 март 1970 г. в София. Син е на писателя, народопсихолог и общественик чл.-кор. проф. Марко Семов и на театроведката проф. Анастасия Савинова – Семова. Завършва Националната гимназия за древни езици и култури.
Доктор е по европейско право с дисертация на тема „Директен ефект и примат в правото на Европейския съюз“ (2007) и доктор на юридическите науки с дисертация на тема „Съдебна система на ЕС“ (2012). Доцент по право на ЕС в Софийския университет (2010 г.) с хабилитационен труд „Система на източниците на Правото на ЕС“ и професор (2017) с тритомен труд „Права на гражданите на ЕС“. Владее френски, английски и руски език.
Създател и ръководител (до 2018 г.) на Международната магистърска програма по право на Европейския съюз в Софийския университет. През 2012 г. получава отличието на ЕС „Катедра „Жан Моне“ (Jean Monnet Chair).
Автор на 17 научни монографии, 32 учебника и учебни помагала, 77 научни студии и над 100 научни статии, съставител на 28 научни сборника и организатор на 17 международни конференции в Япония, Франция и България. Създател и редактор на Библиотека „Студии по Европейско право“ с над 50 издания.
Директор на Фондация „Институт по европейско право“ (до 2018 г.).
Гост-професор в Университета Бордо-ІV „Монтескьо“, Франция; Европейския университетски център в Нанси, Франция и Юридическия факултет на Загребския университет, Хърватия.
Заместник-председател на Българската асоциация по международно право (до 2018 г.). Съосновател и правен секретар (2000 – 2007 г.) на Гражданския комитет за защита на АЕЦ Козлодуй.
От 2012 до 2018 г. е вицепрезидент на Световния съвет на ядрените работници и експерти (WONUC), член (2009 – 2012 г.) на научния и издателски съвет на Международния журнал „Атоми за мир“ (Atoms for Peace International Journal, www.inderscience.com) и главен редактор (2012 – 2016 г.) на Международното списание по ядрено право (International Journal of Nuclear Law, www.inderscience.com).
През 2009 г. е избран за народен представител в XLI народно събрание (от партията Ред, законност и справедливост, РЗС). Заместник-председател на Парламента, член на Комисията по образование, наука и въпросите на децата, младежта и спорта и на Комисията по култура и медии и председател на Групата за приятелство България-Франция – от юли 2009 до януари 2010 г.
На 19 юни 2011 г. е избран от партията за кандидат за президент. На 11 юли на входовете на София се появяват билбордове с текст „Ще уволня Бойко Борисов“ (министър-председателя на страната). На 12 юли се появява интернет сайтът uvolnenie.org, където е обявено, че на 17 юли ще бъде разкрит човекът зад сайта, който се оказва Атанас Семов. Веднага след президентските избори през 2011 г. спира активна политическа дейност.
През 2014 г. издава художествената книга „И аз за Япония“.
В края на 2015 г. Семов е предложен от българското правителство за генерален адвокат в Съда на ЕС, но не е избран поради липса на достатъчно професионален опит на високо ниво. От март 2017 до октомври 2018 г. е член на Правния съвет към президента.
От 13 ноември 2018 г. е съдия в Конституционния съд на Република България от квотата на президента Румен Радев.
През ноември 2019 г. получава Голямата награда за цялостен принос в правото.
От 2021 г. е член-кореспондент на Българската академия на науките.
Семеен, с две деца.

### Монографии
- „Източници на правото на ЕО и ЕС и принципи на прилагането му“, София: Министерство на правосъдието, 2005, 116 стр. ISBN 954-90213-5-1
- „Принципи на прилагане на Правото на ЕС“, София: Институт по публична администрация е европейска интеграция, Институт по европейско право, 2007, 250 стр.
- „Плахите реформи на уморена Европа“, София: Министерство на външните работи, 2007, 62 стр.
- „Система на източниците на правото на ЕС“, София: УИ „Св. Климент Охридски“, 2009, 336 стр. ISBN 978-954-07-2943-5
- „Съвременно международно правораздаване. Том ІІ. Съдът на Европейския съюз“, София: Институт по международно право, Институт по европейско право, 2011, 530 стр. ISBN 978-954-91265-2-5
- „Права на гражданите на Европейския съюз. Том І. Правен режим на защитата на правата на човека в Европейския съюз“, София: УИ „Св. Климент Охридски“, 2013, 380 стр. „Права на гражданите на Европейския съюз. Том ІІ. Правен режим на гражданството на Европейския съюз и свободното движение“, София: УИ „Св. Климент Охридски“, 2013, 420 стр.
- „Съвременно международно правораздаване. Измененията в правната уредба на съдебната система на ЕС след Лисабонския договор. Приложение към Том ІІ. Съдът на Европейския съюз“, София: Институт по международно право, Институт по европейско право, 2013, 138 стр. ISBN 978-954-91265-7-0
- „Права на гражданите на Европейския съюз. Том ІІІ. Правен режим на защитата на правата на човека в ЕС – актуални проблеми в практика на Съда на ЕС 7 години след влизането в сила на Договора от Лисабон. Блокираното присъединяване на ЕС към ЕКПЧ. Принципът на недискриминация в правото на ЕС“, София: УИ „Св. Климент Охридски“, 2017, 360 стр.
- „Правна система на ЕС“, София: Институт по Европейско право, 2017, 640 стр.
- „Права на гражданите на Европейския съюз. Том ІV. Приложимост на Хартата на основните права на ЕС. Приложно поле или кога се прилага ХОПЕС?“, София: УИ „Св. Климент Охридски“, 2020, 328 стр. ISBN 978-954-07-5082-8
- „Права на гражданите на Европейския съюз. Том V. Прилагане на Хартата на основните права на ЕС. Практически измерения или как се прилага ХОПЕС?“, София: УИ „Св. Климент Охридски“, 2021, 400 стр. ISBN 978-954-07-5223-5
- „Защита на националната конституционна идентичност в Европейския съюз“, София: Академично издателство „Проф. Марин Дринов“, 2021, 248 стр., ISBN 978-619-245-122-6
- „Задължението за съответстващо на Правото на ЕС тълкуване на вътрешните правни норми. Най-широкообхватната последица от действието на Правото на ЕС“, УИ „Св. Климент Охридски“, 2022, 488 стр., ISBN 978-954-07-5419-2
- „Приложното поле на Правото на ЕС“, УИ „Св. Климент Охридски“, С., 2023, 568 стр., ISBN 978-954-07-5730-8
- „Приложното поле на Правото на ЕС. Наръчник“, УИ „Св. Кл. Охридски“, С., 2023, 112 стр., ISBN 978-954-07-5730-8
- „Терминологични и езикови проблеми на правото на ЕС“, УИ „Св. Кл. Охридски“, С., 2024, 166 стр., ISBN 978-954-07-5985-2

### Други публикации
Над 150 студии и научни статии и над 250 публикации в печата.